# Étienne Marcel
Étienne Marcel (1310. körül – Párizs, 1358. július 31.) francia kelmekereskedő, kereskedőtestületi elöljáró, az 1357. – 1358.-as párizsi felkelés vezéralakja. A százéves háború során a II. (Jó) János és régense, Károly dauphin gazdasági-pénzügyi intézkedéseivel – a manipulatív pénzrontással, a népet megnyomorító hadi adókkal – elégedetlen párizsi polgárok élére állva felkelést szított az uralkodó ellen, és a navarrai uralkodóval, II. (Gonosz) Károllyal szövetkezve egy Valois-ellenes szövetség létrehozására törekedett.

## Élete
Marcel tehetős párizsi kereskedő- és pénzváltócsalád sarjaként született. 1345 körül házasságot kötött egy jómódú bankár leányával, Marguerite des Essarts-ral. A 3000 tallérra (écu) rúgó hozomány segítségével, valamint apósa kapcsolataira támaszkodva Marcel a jómódú kelmekereskedők sorába emelkedett. Az 1340-es években a királyi udvar beszállítója lett, s városszerte nagy tiszteletnek örvendett. 1354-ben a párizsi kereskedők elöljárójává választották, s a pozícióval együtt az ő fennhatósága alá került a város védelmének megszervezése is. 1355 decemberében, a párizsi rendi gyűlésen (États généraux) szóvivőként ő képviselte a harmadik rendet, vagyis a városi polgárságot. Tevékenyen részt vett II. János gazdasági reformjainak tető alá hozatalában, amelyek értelmében a pénzrontást megállították, a további hadviselést lehetővé tevő adókat vezettek be, és menesztették a pénzrendszer elértéktelenedéséért felelőssé tett minisztereket.
1356 májusában a király elégedetlenségének hangot adva kevesellte a kincstárba befolyt adómennyiséget, s elbocsátott minisztereit visszahívva újból a pénzrontás eszközéhez nyúlt a fiskus helyzetének javítása érdekében. Étienne Marcel és a királyi udvar között ekkor került sor kenyértörésre. Marcel a gazdasági reformok ellehetetlenítése elleni tiltakozásul, a párizsi helyőrség parancsnokaként visszautasította, hogy katonákat bocsásson a soron következő királyi hadjárat rendelkezésére. Még az év szeptember 19-én II. János csatát vesztett Poitiers-nál, és maga is fogságba került. Marcel a korábban bebörtönzött, Valois-ellenes navarrai király, II. (Gonosz) Károly párthívei közé állt. Az októberi rendi gyűlésben többségbe kerülve felszólították a – fogságban lévő II. Jánost helyettesítő – Károly dauphint, hogy a pénzrontásért felelős minisztereket újólag elbocsássa, II. Károlyt szabadon engedje, s egy a rendi gyűlés által kinevezett állandó bizottság felügyelete alatt kormányozza az országot. Decemberben, egy hónappal azután, hogy Károly dauphin feloszlatta a rendi gyűlést és elszökött Párizsból, újabb rendeletet adott ki a pénzverés manipulálására. Marcel erre tiltakozóakciót szervezett, és december 12-én más városvezetők társaságában a királyi palotához vonult. A dauphin ott tartózkodó fivérét, I. Louis d’Anjou-t igyekeztek megnyerni maguknak, s követelték a legújabb pénzrendelet semmissé tételét. Miután a mindössze tizenhét éves királyi fivér vonakodni látszott, 15-én Marcel egy lázongó tömeg élén tért vissza a Cité-palotához, s a megrettent Louis beleegyezett, hogy bátyját értesíti a párizsiak követeléseiről.

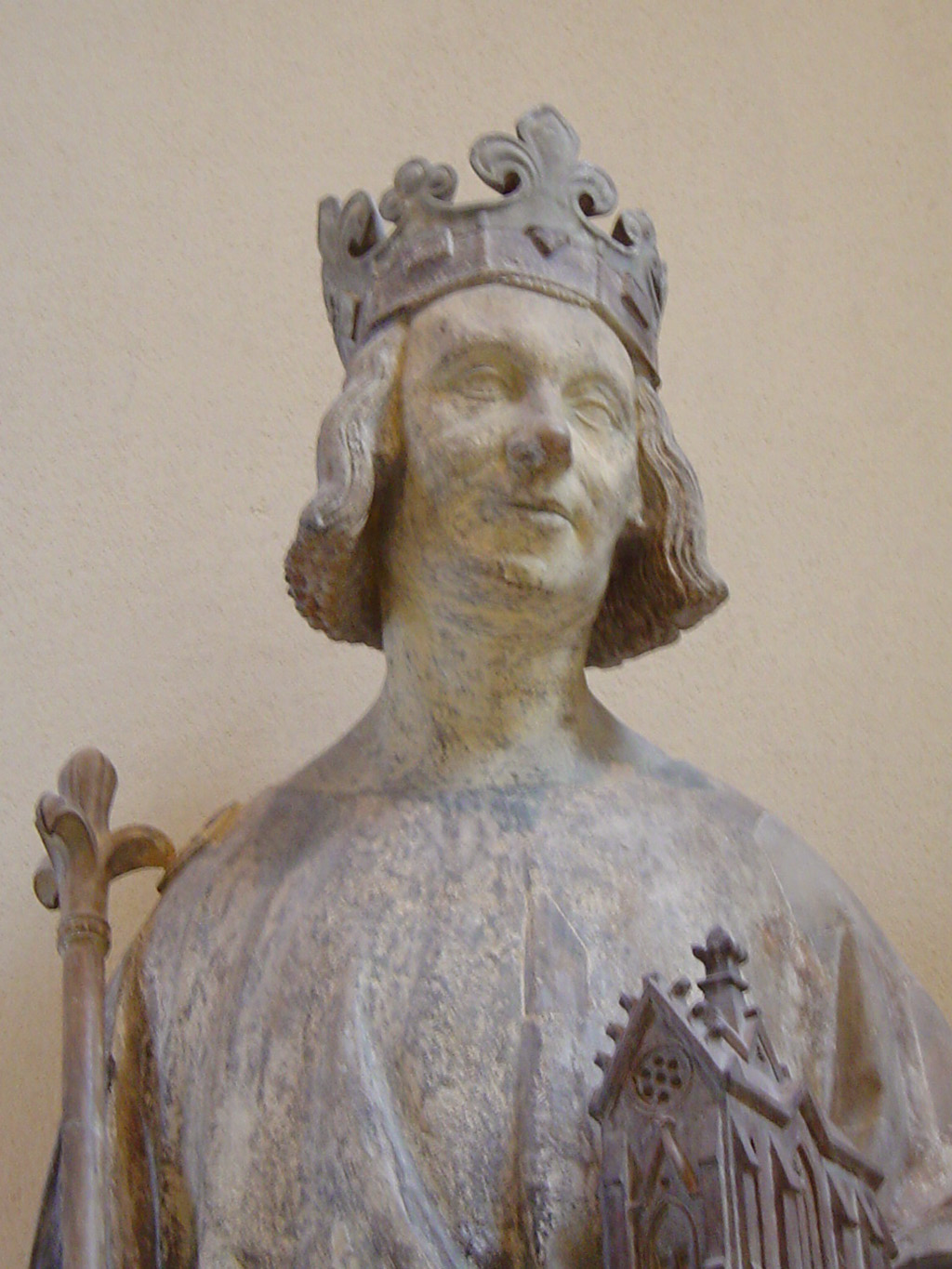
Károly dauphin, a későbbi V. Károly kőszobra

Marcel, attól való aggodalmában, hogy az új helyzet a rendi gyűlés végleges feloszlatásához vezethet, jobbnak látta folyamatos nyomás alatt tartani a királyi udvart, így az elégedetlenséget tovább szította a párizsi polgárok körében. 1357. január 14-én a dauphin visszatért a fővárosba, s öt nappal későbbre tűzte ki a találkozót Marcellel. A városvezető január 19-én egy nagyobb tömeg élén érkezett a megbeszélés helyszínére, a Saint-Germain-l'Auxerrois-templomhoz, s erélyesen követelte a rontott értékű, újonnan veretett érmék visszavonását. Másnap a dauphin elfogadta a követelést, és újra összehívta a rendi gyűlést. A navarrai király és Marcel híveihez, a polgársághoz csatlakozott a klérus egy része is, Robert le Coq vezetésével, így a párizsiak afféle negyedik rendet képeztek a gyűlésen. Nagyarányú többségük tudatában átfogó gazdasági intézkedéseket kívántak kicsikarni a dauphinből, de a pártharcok végighúzódtak az egész 1357-es éven, különösebb eredmények nélkül. Októberben a dauphin feladta a reménytelen politikai küzdelmet, s egyezségre lépett Marcellel, amelynek értelmében a radikális reformisták nem ragaszkodnak a navarrai, II. Károly szabadon bocsátásához és az államapparátus menesztéséhez, ellentételezésül a dauphin összehív egy döntési jogkörrel felruházott gyűlést. November 7-én összeült a rendi gyűlésétől eltérő összetételű plénum, a harmadik napon azonban a résztvevők hírül vették, hogy Marcel szövetségese, II. Károly navarrai király kiszabadult börtönéből, és ötszáz fegyverese élén Párizs felé tart.
1357. november 29-én II. Károly bevonult Párizsba, s a többé-kevésbé kiegyensúlyozott, kényes politikai helyzet ezzel végleg felborult. A dauphin hatalma és tekintélye már ahhoz sem volt számottevő, hogy politikai engedményeket tegyen vagy egyenrangú félként tárgyaljanak vele, a radikálisok gyakorlatilag házi őrizetbe kényszerítették. 1357 végére Marcel tekintélye megerősödött, ő irányította Párizs életét, a város védelmét a navarrai zsoldban álló Pierre de Villiers lovag Angliát és Skóciát megjárt katonáival szervezték meg. Marcel felszólította híveit, hogy karmazsinvörös-kék (Párizs színei) kalappal különböztessék meg magukat, s jelmondatuk „À bonne fine!” lett (a. m. ’a jó végkifejletre; míg jó nem lesz’). A helyzet azonban még nem volt forradalmi, a dauphin többé-kevésbé szabadon járhatott-kelhetett Párizs utcáin, és több ízben – testi épségét veszélyeztetve – kísérletet tett arra, hogy utcai szónoklataival maga mellé állítsa a párizsi polgárokat.

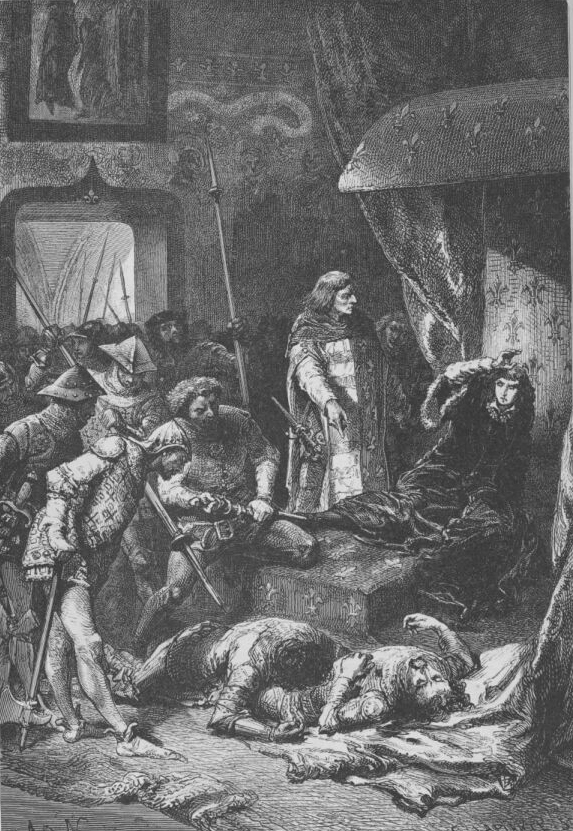
A megrettent Károly dauphin és Étienne Marcel fenyegető alakja a meggyilkolt maréchalok hátterében

1358. január 24-én jutott forrpontra a helyzet. A dauphin kincstárnokát egyik hitelezője az utcán megtámadta és megölte, majd a közeli Saint-Merri-templomban keresett menedéket. A dauphin katonái azonban elfogták és felakasztották, s a merénylő temetése Marcel és hívei számára alkalmat teremtett a dauphin elleni tiltakozásra. Február 21-én Marcel arról értesült, hogy a dauphin titkon a párizsi felkelőkre mérendő rajtaütésre készíti csapatait. Háromezer híve élén másnap a Cité-szigeten álló Benedek-rendi Saint-Eloy-kolostorhoz, majd a Cité-palotához sietett. Néhány fegyverese kíséretében betört a Conciergerie-be, a dauphin magánszalonjába. A dauphin jelenlétében megölték két maréchalját, Jean de Conflans-t és Robert de Clermont-t, Marcel pedig némi cinizmussal a dauphin fejébe húzta saját karmazsinvörös-kék fejfedőjét. A nyílt fegyveres felkelés ezzel kitört és a radikálisok átvették a Párizs feletti teljes ellenőrzést, s kezükben tartották a hatalmat még azután is, hogy hathatós támogatójuk, II. Károly navarrai király március 13-án elhagyta a várost. A dauphint ugyan biztosították arról, hogy személyét nem érheti bántódás, márciusban mégis megszökött a párizsi Cité-palotából, és minden erejével a felkelést leverő hadsereget szervezte.
A tavasszal kitört parasztlázadást, a jacquerie-t Marcel támogatásáról biztosította, ami szembefordította az addig hívéül szegődő nemesemberekkel. Befolyása és tekintélye egyre hanyatlott a Párizsban uralkodó élelmezési nehézségek, a közbiztonság hiánya és a polgárságot fosztogató angol zsoldosok miatt, végül a párizsi elöljárók egy része is a dauphin követésére szólította fel a népet. Július 31-én a király és a dauphin támogatására buzdító tömeg megtámadta és meggyilkolta Marcelt. Ezzel a párizsi felkelés véget ért, s a dauphin augusztus 2-án visszatérhetett a fővárosba.
A Marcel vezette felkelést hamar leverték ugyan, de következményeként a francia királyok kiköltöztek a Cité-szigeten álló, évszázados királyi palotából, s a királyi udvartartás a központi részektől távolabb rendezkedett be.